# Agrodiaetus korbi
Agrodiaetus korbi är en fjärilsart som beskrevs av Forster. Agrodiaetus korbi ingår i släktet Agrodiaetus och familjen juvelvingar. Inga underarter finns listade i Catalogue of Life.